# Progress M-42
Progress M-42 (ryska: Прогресс М-42) var en rysk obemannad rymdfarkost som levererade förnödenheter, syre, vatten och bränsle till rymdstationen Mir. Den sköts upp med en Sojuz-U-raket från Kosmodromen i Bajkonur den 16 juli 1999 och dockade med Mir den 18 juli. Farkosten lämnade rymdstationen den 2 februari 2000 och brann upp i jordens atmosfär några timmar senare.

### Fotnoter
1. ↑  ”NASA Space Science Data Coordinated Archive” (på engelska). NASA. https://nssdc.gsfc.nasa.gov/nmc/spacecraft/display.action?id=1999-038A. Läst 1 mars 2020.
2. ↑  Manned Astronautics - Figures & Facts, läst 15 juli 2016.